# Stelling van Little
De stelling van Little, genoemd naar John Little, die de stelling in 1961 bewees, is een stelling uit de wachtrijtheorie. De stelling gaat over een wachtrijsysteem, waarin klanten zich melden om bediend te worden, maar soms moeten wachten omdat de bediende nog bezig is met een vorige klant. Als het systeem stationair is, d.w.z. gemiddeld genomen niet verandert, zegt de stelling dat het gemiddelde aantal klanten in het systeem gelijk is aan het product van de gemiddelde aankomstsnelheid en de gemiddelde verblijftijd van de klanten. Dit resultaat lijkt erg plausibel. Immers als er gemiddeld meer klanten het systeem binnenkomen en de gemiddelde verblijftijd verandert niet, dan zullen er gemiddeld meer klanten in het systeem zijn. Hetzelfde is het geval als de gemiddelde verblijftijd toeneemt, terwijl er gemiddeld per tijdseenheid evenveel klanten binnenkomen. 
De term "klant" is gebruikelijk, maar moet zeer ruim worden opgevat, als persoon die, of object dat, een systeem binnenkomt en verlaat. Beschouwt men bijvoorbeeld een bank, dan kan een wachtende rij mensen een systeem zijn, elk van de loketten een ander systeem, of alles samen kan men als één systeem beschouwen.

## Heuristisch[1]
Laat {\displaystyle N_{t}} het aantal klanten in het systeem zijn op tijdstip {\displaystyle t} en {\displaystyle T_{n}} de verblijfduur van klant {\displaystyle n}. Voor een realisatie {\displaystyle \{N_{t}\mid t\in (0,T)\}} geldt:
{\displaystyle \int _{0}^{T}N_{t}\;{\rm {d}}t\approx \sum _{n=1}^{M}T(n)}
via benadering van de integraal door horizontale blokken met hoogte 1 en lengte
{\displaystyle T_{n}}.
Zij {\displaystyle M} het aantal aankomsten in {\displaystyle (0,T)} en  {\displaystyle \lambda } het gemiddelde aantal aankomsten per tijdseenheid. Dan is in de stationaire toestand:
{\displaystyle \lim _{T\to \infty }{\frac {M}{T}}=\lambda }
en de gemiddelde verblijfduur per klant:
{\displaystyle \lim _{T\to \infty }{\frac {1}{M}}\sum _{n=1}^{M}T(n)=\tau }
Voor het gemiddelde aantal klanten per tijdseenheid in het systeem volgt dan:
{\displaystyle \nu =\lim _{T\to \infty }{\frac {1}{T}}\int _{0}^{T}N(t)dt=\lim _{T\to \infty }{\frac {M}{T}}{\frac {1}{M}}\sum _{n=1}^{M}T(n)=\lambda \cdot \tau }
Dus: Het gemiddelde aantal klanten in een stationair systeem is gelijk aan het product van hun gemiddelde aankomstsnelheid en hun gemiddelde verblijftijd in het systeem.

## Versie met kansrekening
In de versie met kansrekening beschouwen we een stochastisch proces met als toestand op enig tijdstip de verzameling aanwezige klanten. Er geldt dan:
Het verwachte aantal klanten in een stationair systeem is gelijk aan het product van hun verwachte aankomstsnelheid en hun verwachte verblijftijd in het systeem.
Als de stochastische variabelen {\displaystyle N} en {\displaystyle T} respectievelijk het aantal klanten in het systeem en de verblijftijd van een klant voorstellen, met verwachtingswaarden {\displaystyle \nu =\operatorname {E} N} en {\displaystyle \tau =\operatorname {E} T}, dan zegt de stelling:
{\displaystyle \nu =\lambda \cdot \tau }.
Daarin is {\displaystyle \lambda } het verwachte aantal klanten die per tijdseenheid het systeem binnenkomen (en vanwege de stationariteit dus ook het verwachte aantal klanten die per tijdseenheid het systeem verlaten).
Voorwaarde is naast het stationair zijn dat {\displaystyle \operatorname {E} N} en {\displaystyle \operatorname {E} T} bestaan als eindige waarden, maar verder is het resultaat onafhankelijk van de kansverdelingen, zoals die van de tussenaankomsttijden, en onafhankelijk van statistische afhankelijkheden binnen het systeem.

### Voorbeeld
De verwachte aankomstsnelheid is {\displaystyle \lambda =0{,}5} klanten per minuut. De verwachte verblijfsduur is {\displaystyle \tau =7} minuten. Dan is het verwachte aantal aanwezige klanten {\displaystyle \nu =3{,}5}. Het resultaat is bijvoorbeeld onafhankelijk van de vraag of klanten alleen of met het hele gezin komen, en of gezinnen langer blijven dan wie alleen komt.

## Versie zonder kansrekening, met oneindige duur
Zonder kansrekening, in termen van limieten van gemiddelden, als de tijdsduur van het tijdvak [ 0, t ] naar oneindig gaat: Als het aantal klanten die per tijdseenheid het systeem binnenkomen, een eindige limiet {\displaystyle \lambda } heeft, en de gemiddelde verblijfstijd een eindige limiet {\displaystyle \tau }, dan heeft het gemiddelde aantal klanten die tegelijk in het systeem aanwezig zijn de eindige limiet {\displaystyle \nu =\lambda \cdot \tau }.

### Voorbeeld
Elke 2 minuten komt iemand aan ({\displaystyle \lambda =0{,}5} klanten per minuut), en iedereen blijft 7 minuten ({\displaystyle \tau =7} minuten). Dan zijn er in een statonaire toestand (in ieder geval na de eerste 7 minuten, als eventuele klanten die al op tijd 0 aanwezig waren zijn vertrokken) gemiddeld per minuut 3,5 klanten aanwezig, dus {\displaystyle \nu =3{,}5} klanten.

## Versie zonder kansrekening, met eindige duur
Als er momenten zijn waarop er geen klanten zijn (zoals bij een supermarkt die 's nachts gesloten is) geldt de stelling voor een periode tussen twee van dergelijke momenten (zoals bij de supermarkt een dag) met daadwerkelijke gemiddelden in plaats van limieten daarvan. Hij komt dan neer op de eenvoudige constatering dat de totale verblijfsduur van alle klanten samen zowel gelijk is aan het totale aantal klanten maal de gemiddelde verblijfsduur, als aan het gemiddelde aantal aanwezige klanten maal de tijdsperiode.

### Voorbeeld
Een winkel is open van 9.00 tot 18.00 uur. Vanaf 9.01 uur komt elke 2 minuten een klant aan en iedere klant blijft 7 minuten, maar niet langer dan tot sluitingstijd. Het aantal tegelijk aanwezige klanten bedraagt in de achtereenvolgende 540 minuten 0, 1, 1, 2, 2, 3, 3, 4, 3, 4, 3, ..., 3, 4, dit is gemiddeld 3 43/90 klant. Van de 270 klanten blijven 267 klanten 7 minuten en drie respectievelijk 5 en 3 minuten en 1 minuut, gemiddeld 6 43/45 minuut. De totale verblijfsduur van alle klanten samen is 1878 minuten (anders gezegd: het gaat om 1878 klantminuten), zowel gelijk aan het gemiddelde aantal aanwezige klanten maal de tijdsperiode, als aan het totale aantal klanten maal de gemiddelde verblijfsduur.